# Agla Marsili
Agla Marsili, all'anagrafe Agla Gambardella (Roma, 29 dicembre 1946 – Roma, 17 agosto 2010) è stata un'attrice italiana.

## Biografia
Dopo la maturità al liceo Righi di Roma si iscrive alla facoltà di Scienze politiche alla Sapienza. Contemporaneamente segue i corsi all'Accademia d'arte Drammatica  "Silvio D'Amico". Non è ancora diplomata quando nel 1967 Luca Ronconi la sceglie per una parte  nel suo primo allestimento di "Misura per misura" di William Shakespeare. 
Da quel momento sarà attiva prevalentemente in produzioni televisive, con alcune sporadiche apparizioni cinematografiche. 
Dalla seconda metà degli anni '80 si dedicherà soprattutto al doppiaggio e all'adattamento dei dialoghi.

## Filmografia

### Cinema
- L'Agnese va a morire, regia Giuliano Montaldo (1976)
- Il giocattolo, regia Giuliano Montaldo (1979)

### Televisione
- Il triangolo rosso, ep. 4 Le due verità, regia Mario Maffei (1967)
- 15 minuti con... Matteo Salvatore - Programma TV (1969)[3]
- Nero Wolfe, ep. La casa degli attori, regia Giuliana Berlinguer (1970)
- Le ore lunghe, regia Silvio Maestranzi (1970)
- Un capriccio, regia Giacomo Colli (1970)
- Dedicato a un bambino, regia Gianni Bongioanni (1971)
- Un affare privato, regia Pino Passalacqua (1972)
- La famiglia Barrett, regia Fulvio Tolusso (1973)
- Dedicato a un medico, regia Gianni Serra (1974)
- Il marsigliese, regia Giacomo Battiato (1975)
- Dov'è Anna?, regia Piero Schivazzappa (1976)
- La traversata, regia Nelo Risi (1976)[4]
- Majakovskij, regia Alberto Negrin (1976)[5]
- Delitto sulle punte, regia Pino Passalacqua (1977)
- Circuito chiuso, regia Giuliano Montaldo (1978)
- Episodi della vita di un uomo, regia Giuliana Berlinguer - film TV (1980)
- Verdi - serie TV, 9 episodi (1982)

## Teatro
- Misura per misura, regia Luca Ronconi (1967)